# Конституція Німецької Демократичної Республіки
За сорок років існування Німецької Демократичної Республіки діяло дві конституції, які з одного боку, гарантували громадянські права, а з іншого служили юридичній легітимності політичної системи країни. Конституції 1949 р. і 1968 р. (із змінами 1974 р.) поряд з адміністративною реформою 1952 року і з політичними змінами 1989 року є важливими документами, що відобразили історію «соціалістичної держави на німецькій землі».

## Розробка Конституції 1949 року
Перші дискусії щодо нової конституції велися ще до падіння Третього рейху в середовищі політичної еліти еміграції. При цьому праві й соціально-демократичні кола висловлювалися за скоригований варіант Конституції Веймарської республіки, в той час як комуністи виступали за цілковито нову конституцію.
В окупованій військами Червоної армії частині території Німеччини, яку згодом назвали радянською зоною окупації Німеччини після дозволу діяльності партій, СДПН, КПГ, ХДС і ЛДПН, обговорення тексту конституції набуло реальних форм.
14 листопада 1946 року СЄПН склала свій проект конституції, який передбачав відновлення парламентської демократії, однак на відміну від конституції 1919 року не передбачав верхньої палати парламенту, посаду президента і більшої частини автономії земель, законодавчим органом був парламент (Parlament der Republik), що обирався народом, виконавчий — уряд (Regierung der Republik). 15 листопада СЄПН висунула свій перший проект примірної земельної конституції, 17 листопада другий проект, обидва передбачали відновлення на земельному рівні парламентської демократії. Взимку 1946—1947 року були прийняті конституції земель радянської зони окупації. У 1948 році II Німецький народний конгрес створив конституційний комітет, який повинен був провести всенародне обговорення проекту конституції.

## Конституція 1949 року
7 листопада 1949 року Німецька народна рада проголосила себе Тимчасовою Народною Палатою і прийняв першу конституцію НДР, що передбачала відновлення в країні парламентської демократії. Ця конституція була складена на основі проекту запропонованої СЄПН, проте на відміну від нього передбачав двопалатний парламент (Палати Земель (Länderkammer), обирається ландтагами, і Народної Палати (Volkskammer), що обирається народом за пропорційною системою строком на 4 роки) і посада Президента (Präsident der Republik), що обирається парламентом терміном на 4 роки, а також більш широкі права земель. На відміну від конституції 1919 року президентські повноваження були значно слабші — президент НДР не здійснював командування армією і керівництво зовнішньою політикою, обирався парламентом, а не всенародним голосуванням, а також ускладнювалося оголошення недовіри уряду: Конституція НДР вводила конструктивний вотум недовіри абсолютною більшістю голосів за ініціативою не менше 1/4 депутатів, вводила обов'язковість коаліційного уряду, а також закріплювала принцип призначення прем'єр-міністра з числа найбільшої фракції. Також конституція НДР (також як і конституція 1919 року), передбачала можливість референдуму, народної ініціативи і права розпуску народної палати на підставі рішення, прийнятого на референдумі. Конституція НДР передбачала пропорційну виборчу систему.

## Конституція 1968 року

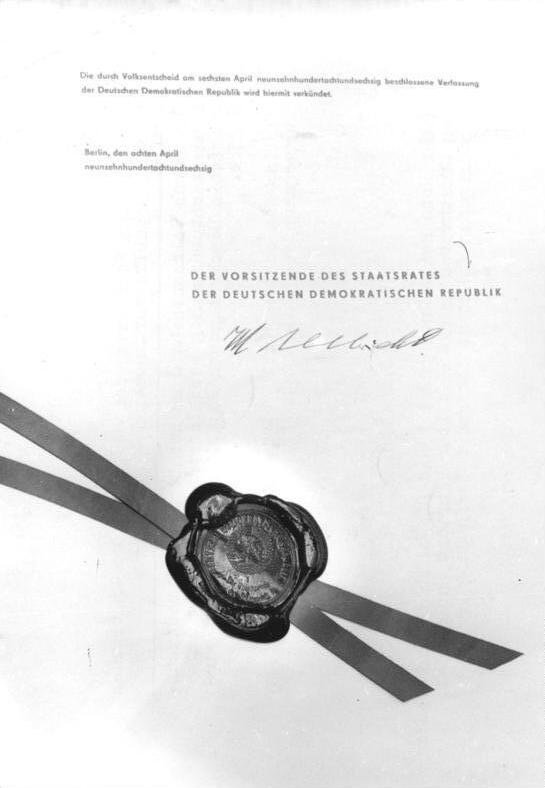
Підпис та печатка голови Державної ради НДР Вальтера Ульбріхта на історичному примірнику нової конституції НДР 1968 року

Після низки конституційних реформ (скасування земель у 1953 році, скасування Палати Земель у 1958 році, скасування посади президента у 1960 році), 6 квітня 1968 року на референдумі була прийнята друга Конституцію НДР. Дана конституція не змінила політичну систему, суть нової конституції полягала в заміні веймарської ідеологеми на марксисистко-ленінську про побудову «німецької соціалістичної нації», внесеної до конституції в 1974 році. Після відновлення альтернативних виборів в дану конституцію були внесені значні зміни (17 червня 1990 року була сильно змінена декларативна частина конституції, 22 липня 1990 року було відновлено земельний поділ). 3 жовтня 1990 року вона була скасована, а на територію земель колишньої НДР був поширений Основний Закон ФРН.